# クプラ・マリッティマ
クプラ・マリッティマ（伊: Cupra Marittima）は、イタリア共和国マルケ州アスコリ・ピチェーノ県にある、人口約5,400人の基礎自治体（コムーネ）。

## 地理

### 位置・広がり
アスコリ・ピチェーノ県北東部、アドリア海沿岸のコムーネ。サン・ベネデット・デル・トロントから北へ7km、フェルモから南東へ19km、県都アスコリ・ピチェーノから北東へ30kmの距離にある。

#### 隣接コムーネ
隣接するコムーネは以下の通り。
- マッシニャーノ - 北
- リパトランソーネ - 西
- グロッタンマーレ - 南

### 気候分類・地震分類
クプラ・マリッティマにおけるイタリアの気候分類 (it) および度日は、zona D, 1644 GGである。
また、イタリアの地震リスク階級 (it) では、zona 2 (sismicità media) に分類される。